# Abtei Penthemont

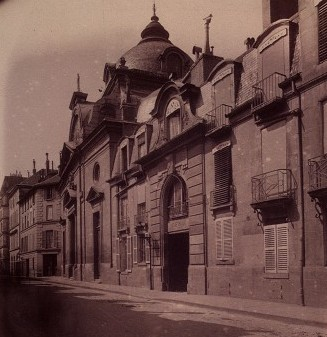
Ehemalige Abtei Penthemont, Fassade an der Rue de Grenelle, im Vordergrund das Logis der Äbtissin, dahinter die Kapelle; Fotografie von Eugène Atget, 1898

Die Abtei Penthemont befindet sich im 7. Arrondissement in Paris an der Nordwestecke der Kreuzung der Rue de Bellechasse (Nr. 37–39) und der Rue de Grenelle (Nr. 104–106). Seit 1843 dient die ehemalige Kapelle der Abtei als reformierte Kirche.

## Geschichte

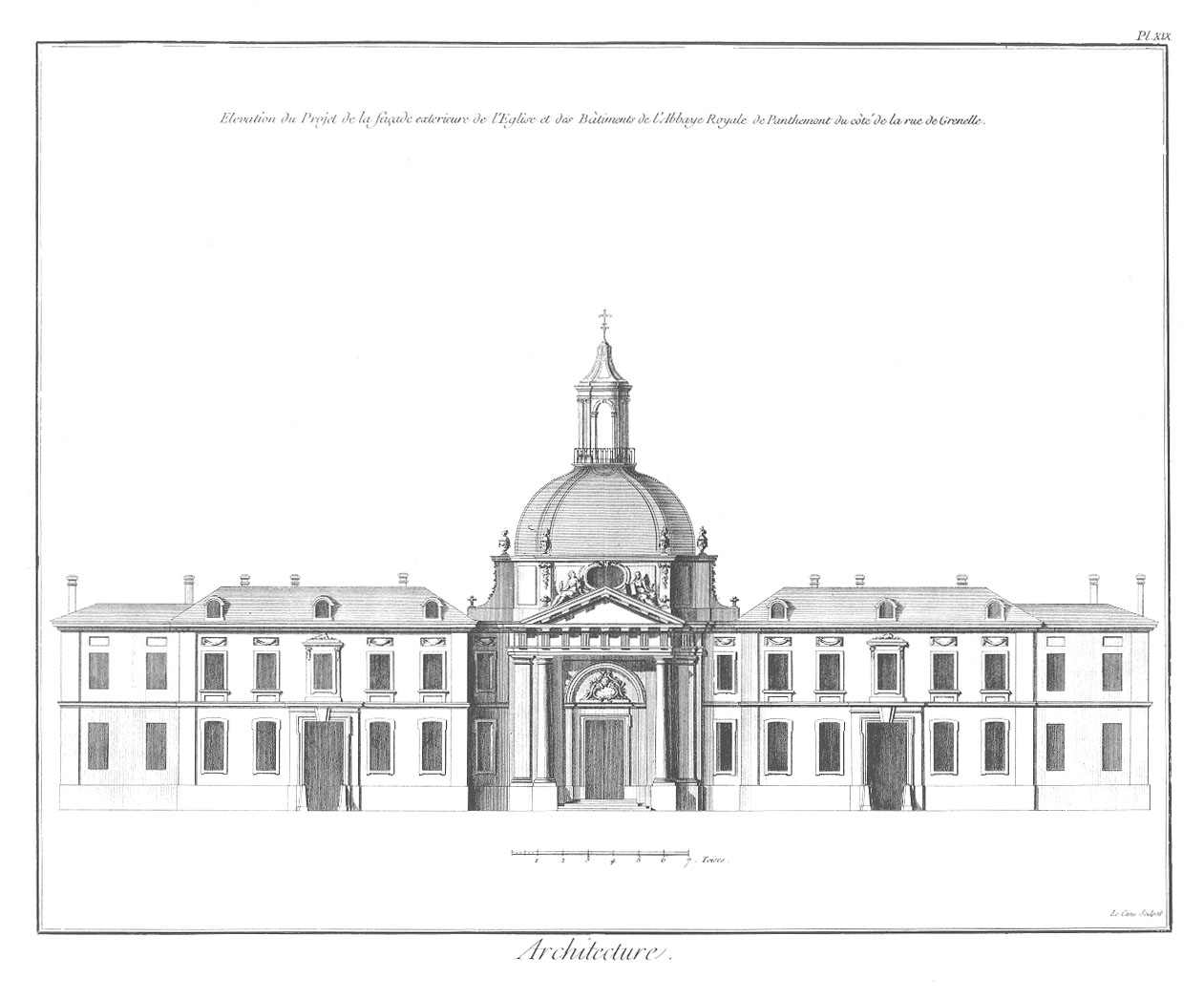
Abtei de Penthement, Plan Franques. Fassade an der Rue de Grenelle

Die Abtei Penthement (auch Pentemont, Panthemont und Pantemont) wurde 1217 von Philipp von Dreux, Bischof von Beauvais, in der Nähe von Beauvais gegründet. Nach der Beschädigung der Gebäude durch eine Flut im Jahr 1670 wurde die Abtei 1672 nach Paris umgesiedelt; die Nonnen kamen in den Gebäuden eines 1670 aufgelösten Augustinerinnen-Konvents aus der Congrégation du Verbe incarné (Kongregation des fleischgewordenen Wortes) unter.
Das Kloster nahm junge Mädchen und ältere Damen der oberen Gesellschaftsschicht auf. Louise-Adélaïde de Bourbon-Condé (1757–1824), Tochter von Louis V. Joseph de Bourbon, prince de Condé und später die letzte Äbtissin von Remiremont wurde hier erzogen, Joséphine de Beauharnais hielt sich hier einige Zeit während ihrer Trennung von Alexandre de Beauharnais auf. Louise d‘Esparbès de Lussan, Comtesse de Polastron und zukünftige Mätresse des Grafen von Artois, wohnte hier als 15-Jährige, weil sie nach Ansicht ihrer Familie noch zu jung war, um mit ihrem 18-jährigen Ehemann zu leben.
Zu Beginn des 18. Jahrhunderts waren die übernommenen Gebäude zu alt und zu eng geworden. Marie-Catherine de Béthizy de Mézières, Äbtissin seit 1743, gab einen vollständigen Neubau des Konvents in Auftrag. Mehrere Architekten wurden angesprochen: Jacques-François Blondel veröffentlichte in der Encyclopédie ou Dictionnaire raisonné des sciences, des arts et des métiers einen Plan von François Franque (1710–1793), realisiert wurde der Bau aber von Pierre Contant d’Ivry (1698–1777).
Grundsteinlegung war 1747, das Geld reichte jedoch nicht aus, trotz der Unterstützung durch den Dauphin Louis und den Kardinal-Erzbischof Armand II. François Auguste de Rohan-Soubise von Straßburg, so dass sich die Arbeiten bis zum Beginn der Revolution hinzogen. Die Grundsteinlegung für die Kapelle erfolgte 1753 durch den Dauphin. Sie wurde 1756 geweiht und 1766 fertiggestellt. Nach dem Tod Contants 1777 übernahm ein Architekt namens Petit die Leitung. Die Konventsgebäude wurden 1783 fertig. Das endgültige Bauwerk fiel wesentlich weniger prächtig aus, als von Contant 1769 in seinen Œuvres vorgestellt.
1790 wurde die Abtei aufgelöst, die Bauarbeiten wurden beendet, die Gebäude gingen in Staatseigentum über.
1803 übernahm die Nationalgarde das Kloster als Kaserne, später die Kaiserliche Garde Napoleons I. sowie die Escadron des Cent-gardes Napoleons III. Die Kapelle wurde ausgeräumt, ein Zwischenboden eingezogen und als Lagerraum genutzt. 1805 wurde ein Teil des Klosters abgerissen, um die Rue de Bellechasse bauen zu können. 1843 wurde die Kapelle der Reformierten Kirche überlassen, während der abgetrennte Rest der Gebäude dem Militär erhalten blieb. 1915 zog hier die Pensionskasse des Kriegsministeriums ein, von 1917 bis 2015 war das ehemalige Kloster Sitz des Ministère des Anciens combattants (Kriegsveteranenministerium). Außer einigen dekorativen Elementen im Logis der Äbtissin ist von der Innenausstattung des Klosters nichts erhalten geblieben.

## Liste der Äbtissinnen von Penthemont
- 1219–1236: Agnès, erste Priorin
- 1236–1264: Marguerite I., erste Äbtissin
- 1264–12??: Isabelle
- 12??–12??: Ide
- 12??–1300: Marie I.
- 1300–1358: Marguerite II.
- 1358–1375: Marguerite III. de Vuault
- 1375–1415: Marguerite IV. de Rinceville
- 1415–1428: Henriette
- 1428–1441: Marthe Maquerelle
- 1441–1479: Nicole
- 1479–1496: Marguerite V.
- 1496–1516: Anne I. du Castel
- 1516–1521: Marguerite VI. Trisel
- 1521–1530: Anne II.
- 1530–1552: Huguette de Creilly
- 1552–1562: Françoise I. Ogier de Berry
- 1562–1567: Françoise II. de Fontaines
- 1567–1568: Catherine I. Loisel de Flanbermont
- 1568–1586: Marguerite VII. Loisel de Flanbermont
- 1586–1623: Catherine II. de Guiverlay
- 1623–1633: Charlotte I. de Cavoye
- 1633–1641: Jeanne I. Thierry
- 1641–1644: Jeanne II. Ogier de Berry
- 1644–1667: Françoise III. Le Charon
- 1667–1715: Hélène de Costentin de Tourville
- 1715–1719: Charlotte II. de Colbert-Croissy (Haus Colbert)
- 1719–1743: Marie II. Anne-Bénigne-Constance-Julie de Rohan-Guéménée (Haus Rohan)
- 1743–1790: Marie III. Catherine de Béthisy de Mézières